# Odontopyge intermedia
Odontopyge intermedia är en mångfotingart som beskrevs av Carl 1909. Odontopyge intermedia ingår i släktet Odontopyge och familjen Odontopygidae. Inga underarter finns listade i Catalogue of Life.